# Twardzioszek liściolubny

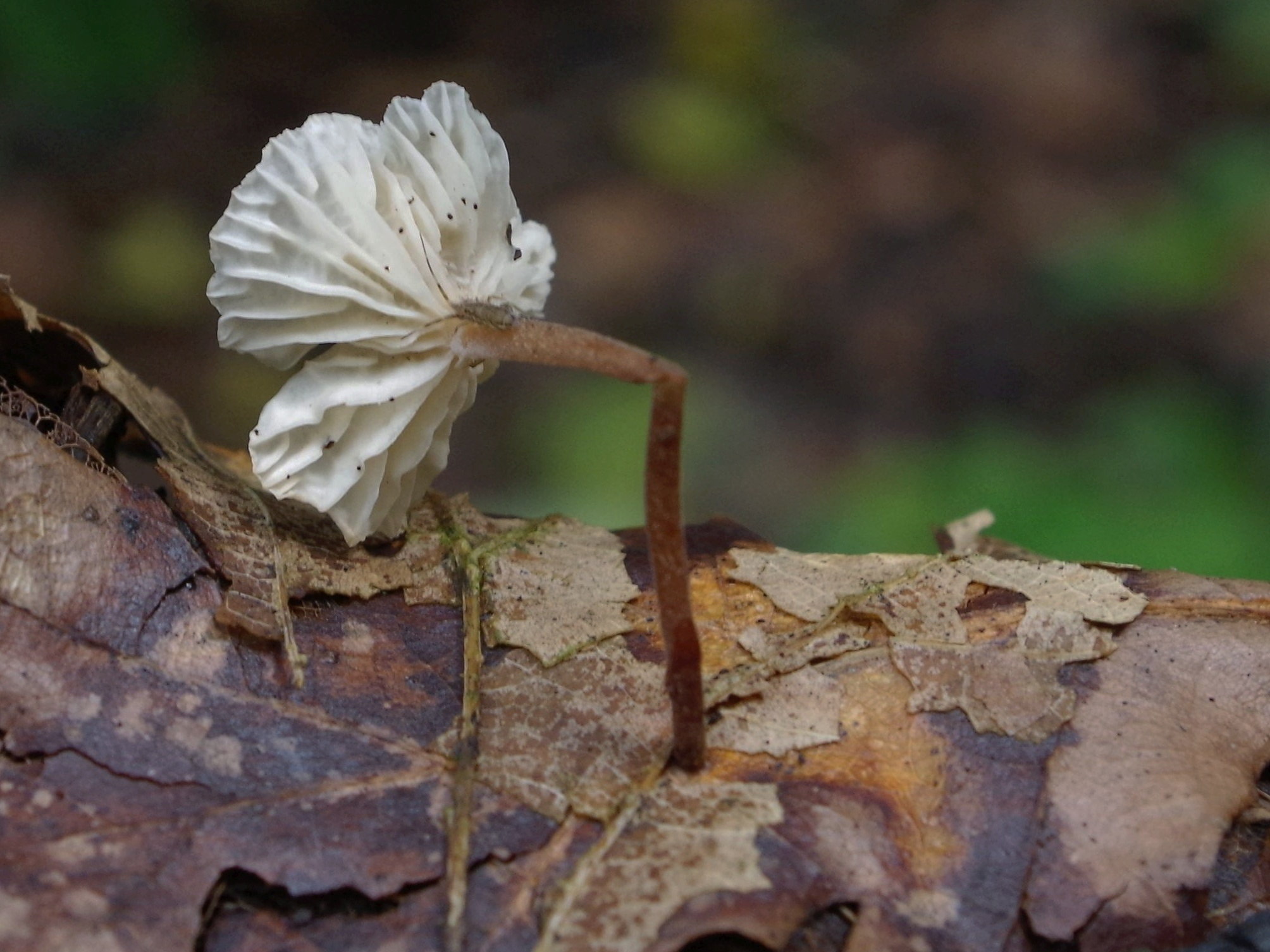

Twardzioszek liściolubny (Marasmius epiphyllus (Pers.) Fr.) – gatunek grzybów należący do rodziny twardzioszkowatych (Marasmiaceae).

## Systematyka i nazewnictwo
Nazwę polską zaproponował Władysław Wojewoda w 2003 r. Synonimy naukowe:

- Agaricus epiphyllus Pers. 1801
- Androsaceus epiphyllus (Pers.) Pat. 1887
- Androsaceus epiphyllus var. plantaginis R. Heim 1934
- Marasmius plantaginis (R. Heim) Singer 1986
- Marasmius epiphyllus var. plantaginis (R. Heim) P.-A. Moreau & Macau 2008
- Marasmius tenuiparietalis Singer 1969
- Micromphale epiphyllum (Pers.) Gray 1821

## Morfologia
Kapelusz
Średnica 4–10 mm, kształt początkowo parasolowaty, starsze kapelusze stają się spłaszczone i pomarszczone. Powierzchnia naga, mlecznobiała
Blaszki
Dochodzące do trzonu, wykrojone lub przyrośnięte. Są mlecznobiałe, bardzo wąskie i pofalowane, przypominające żyłki. Nie tworzą obroży wokół trzonu.
Trzon
Cielistobrązowawy (początkowo biały), nitkowaty, oszroniony.
Miąższ
Bardzo cienki, bez wyraźnego zapachu i smaku.
Wysyp zarodników
Biały. Zarodniki o rozmiarach 10-11 x 3.5-4 µm. Podstawki z trzema sterygmami. 

## Występowanie i siedlisko
Jest szeroko rozprzestrzeniony w Europie i Ameryce Północnej, poza tym podano jego stanowiska także w Maroku i Armenii. W Polsce jest częsty.
Saprotrof. Owocniki wyrastają od lipca do listopada na ogonkach i nerwach opadłych i sczerniałych już liści, ale także na drewienkach, leżących gałązkach. Zazwyczaj występuje  gromadnie. Szczególnie często spotykany na liściach jawora, buka, jesionu, dębu.

## Gatunki podobne
Jest wiele podobnych, drobnych gatunków twardzioszków żyjących na liściach i resztkach drzewnych. Twardzioszka liściolubnego dość łatwo można rozpoznać po wąskich (listewkowatych) i dochodzących do trzonu blaszkach oraz bardziej rozpostartym kapeluszu. Podobne są:
- twardzioszek obrożowy (Marasmius rotula). Ma białawy kapelusz, a jego blaszki zrastają się wokół trzonu tworząc charakterystyczny pierścień[5]
- twardzioszek osikowy (Marasmius tremulae).  Bardzo drobny, wyrasta na liściach osiki. Ma inne cechy mikroskopowe (m.in. podstawki dwuzarodnikowe a zarodniki walcowate)[4]
- twardzioszek nalistny (Marasmius bulliardii). Ma barwę beżową lub ochrową, kapelusz półkolisty[4]
- twardzioszek bukowy (Marasmius setaceus). Rośnie na liściach, jest mniejszy, kapelusz w środku ma często żółtawy i różni się cechami mikroskopowymi[7].